# 宮野木町
宮野木町（みやのぎちょう）は、千葉県千葉市稲毛区北部にある地名である。郵便番号は263-0054。

## 地理

### 地価
住宅地の地価は、2014年（平成26年）1月1日の公示地価によれば、宮野木町1755番31の地点で9万4900円/m2となっている。

## 歴史
- 明治以前：下総国千葉郡宮野木村
- 明治2年1月13日：葛飾県の成立に伴い、葛飾県千葉郡宮野木村となる。
- 明治4年12月25日：印旛県の成立に伴い、印旛県千葉郡宮野木村となる。
- 明治6年6月15日：印旛県と木更津県が合併して千葉県が誕生したのに伴い、千葉県千葉郡宮野木村となる。
- 明治22年4月1日：同じ千葉郡内の、小中台村・園生村・原村・高品村・西寺山村・東寺山村・萩台村・殿台村・作草部村と合併して都賀村となり、千葉郡都賀村大字宮野木となる。
- 昭和12年2月11日：都賀村が、同じ千葉郡内の蘇我町・検見川町・都村と共に千葉市へ編入される。
- 昭和13年4月1日：千葉市宮野木町となる。
- 平成4年4月1日：千葉市が政令指定都市へ移行し、稲毛区の一部になる。同時に町域の一部を花見川区へ分離（現・花見川区宮野木台）。

## 世帯数と人口
2017年（平成29年）9月30日現在の世帯数と人口は以下の通りである。
| 町丁     | 世帯数    | 人口     |
| -------- | --------- | -------- |
| 宮野木町 | 4,785世帯 | 11,595人 |

## 小・中学校の学区
市立小・中学校に通う場合、学区は以下の通りとなる。
| 地域   | 小学校               | 中学校               |
| ------ | -------------------- | -------------------- |
| 北部   | 千葉市立宮野木小学校 | 千葉市立緑が丘中学校 |
| その他 | 千葉市立園生小学校   | 千葉市立小中台中学校 |

## 施設
- 宮野木公園
- 千葉市立宮野木小学校
- 宮野木地区スポーツセンター
- 宮野木ジャンクション

## 担当・管轄
- 郵便
  - 集配は美浜郵便局が担当
- 警察
  - 稲毛区と花見川区の内、千葉西警察署の管轄地域以外を管轄する、千葉北警察署の管轄

## 宮野木方面へのアクセス
JR稲毛駅からバス
- 京成バス「さつきが丘団地」行き。
- 平和交通バス「平和交通本社」行き。

## 備考
昭和20年代の中盤まで、「宮ノ木」という表記も存在していた。